# Ulrychów (stacja metra)
Ulrychów – stacja linii M2 metra w Warszawie. Znajduje się w dzielnicy Wola, przy ulicy Górczewskiej, w sąsiedztwie centrum handlowego Wola Park.

## Opis
W 2018 Rada m.st. Warszawy zatwierdziła nazwę stacji. Jej budowa rozpoczęła się w 2019. 
Stacja została otwarta 30 czerwca 2022 roku.